# Léon Nagant
Henri-Léon Nagant (1833 — 23 de fevereiro de 1900 (67 anos)), foi um designer e fabricante de armas belga.
Junto com seu irmão Émile Nagant, ele fundou a oficina de engenharia de precisão dos irmãos Nagant (a "E. & L. Nagant Frères") em Liège em 1859, que mais tarde se desenvolveu na fábrica de armas de renome mundial "Fabrique d'armes Émile et Léon Nagant" no final do século XIX, mais tarde, a "Fabrique d'Automobiles et d'Armes Nagant Frères" iniciou a produção de automóveis em 1896.
Um dos revólveres mais antigas ainda em serviço é o russo Nagant M1895, projetado por Léon e Émile Nagant. Léon Nagant junto com o coronel Sergei Ivanovich Mosin projetou um dos fuzis mais antigos ainda em serviço, o Mosin Nagant M1891.
Após a morte de Léon Nagant, seus filhos Charles (* 1863) e Maurice (* 1866) assumiram a gestão da empresa.